# Pavlovići

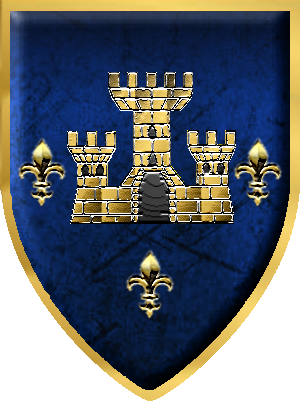
Wappen der Familie

Die  Pavlovići (auch genannt als Radinović oder Radenović, oder Radinović-Radenović) waren eine mittelalterliche bosnische Adelsfamilie die Teile des mittelalterlichen Bosniens kontrollierten. Die Familie hatte ihren Sitz in Borač, einer Burg in der Nähe der heutigen Städte Rogatica und Goražde in Bosnien und Herzegowina. Sie waren Anhänger der bosnischen Kirche.

## Geschichte
Radin Jablanić war ein lokaler Herr des Krivaja Tals in der Nähe von Olovo und der Prača Region in der Nähe von Pale. Er war der Vater von Pavle Radenović, den Gründer der Familie. Er herrschte über östliche und südöstliche Teile des bosnischen Königreichs bis zu seinem Tod 1415.
Er wurde von Sandalj Hranić in Kraljeva Sutjeska hingerichtet und in Vrhbosna (Sarajevo) begraben.

## Besitztümer

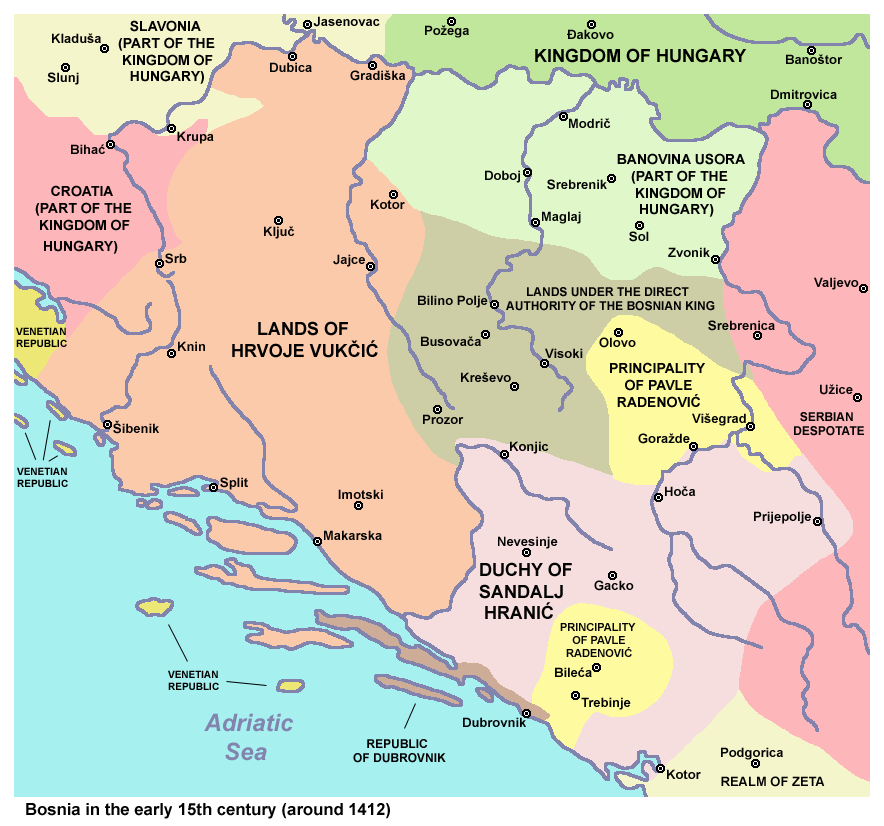
Besitztum der Pavlović Familie in Gelb

- Borač
- Bileća
- Cavtat
- Goražde
- Konavle
- Krivaja Tal
- Nišići
- Olovo
- Popovo Polje,
- Pale-Prača
- Rogatica
- Romanija
- Sokolac
- Srednje
- Trebinje
- Ustikolina
- Višegrad
- Vrhbosna (Sarajevo)
- Teile von Žepa